# 331
331 (CCCXXXI) fue un año común comenzado en viernes del calendario juliano, en vigor en aquella fecha.
En el Imperio romano, el año fue nombrado como el del consulado de Baso y Ablabio, o menos comúnmente, como el 1084 Ab Urbe condita, adquiriendo su denominación como 331 a principios de la Edad Media, al establecerse el anno Domini.

## Acontecimientos
- Constantino I promueve vigorosamente el cristianismo, confiscando la propiedad y los bienes de una serie de templos paganos por todo el Imperio.
- Constantino promulga una ley contra el divorcio.
- Gregorio el Iluminador se retira del mundo; su muerte ocurre en algún momento en el siguiente par de años.

## Arte y literatura
- Eusebio de Cesarea escribe el Onomasticon.

## Nacimientos
- Juliano, futuro emperador romano (fecha aproximada).